# دوگلاس آگوستو
دوگلاس آگوستو سوارس گومس (به پرتغالی: Douglas Augusto Soares Gomes) (زاده ۱۳ ژانویه ۱۹۹۷) یک بازیکن فوتبال حرفه‌ای اهل برزیل است که به عنوان هافبک برای باشگاه نانت در لیگ ۱ فرانسه بازی می‌کند.

## عملکرد باشگاهی

### برزیل
دوگلاس که در ریو دو ژانیرو متولد شده است، در سال ۲۰۰۴ و در سن هفت سالگی به تیم جوانان فلومیننزه پیوست. در ۶ سپتامبر ۲۰۱۵، او اولین بازی خود را برای تیم اصلی و در سری آ برزیل انجام داد و در یک بازی خانگی که با پیروزی ۳ بر ۱ مقابل فلامینگو خاتمه یافت، به میدان رفت.
دوگلاس در فصل ۲۰۱۶ به یک بازیکن ثابت تبدیل شد و قرارداد خود را در فوریه تا سال ۲۰۲۱ تمدید کرد. او اولین گل خود را در ۱۳ سپتامبر همان سال در یک بازی خانگی مقابل اتلتیکو مینیرو که با پیروزی ۴ بر ۲ پایان یافت، به ثمر رساند.

### پائوک
در ۱ ژوئیه ۲۰۱۹، پائوک از ورود دوگلاس آگوستو از کورینتیانس با قراردادی چهار ساله خبر داد. در ژانویه، دوگلاس توسط کورینتیانس به تیم باهیا قرض داده شد و این بازیکن ۲۲ ساله متعاقباً در فصل ۲۰۱۹ سری آ هفت بازی برای این تیم انجام داد. سال پیش از آن، دوگلاس فصل ۲۰۱۸ سری آ را با تیم فلومیننزه آغاز کرد، اما بعداً در تابستان با ۱ میلیون یورو به کورینتیانس منتقل شد. برای فصل‌های ۲۰–۲۰۱۹ و ۲۱–۲۰۲۰، او یکی از اعضای کلیدی تیم بود. در فینال جام حذفی یونان در ۲۲ مه ۲۰۲۱، پائوک با المپیاکوس روبرو شد و پائوک با نتیجه ۲–۱ پیروز شد.

### نانت
در ۱۳ اوت ۲۰۲۳، دوگلاس پس از امضای قراردادی چهار ساله به باشگاه فرانسوی نانت پیوست.

## عملکرد ملی
در ۲ ژوئیه ۲۰۲۱، دوگلاس آگوستو در تیم ملی برزیل برای المپیک تابستانی ۲۰۲۰ معرفی شد، اما به دلیل مصدومیت ران مجبور به ترک تیم شد.

## آمار عملکرد

### باشگاهی
تا تاریخ ۱۷ مه ۲۰۲۵
| باشگاه       | فصل          | لیگ           | لیگ      | لیگ    | جام      | جام    | قاره‌ای   | قاره‌ای | سایر     | سایر   | مجموع    | مجموع  |
| باشگاه       | فصل          | دسته          | بازی(ها) | گل(ها) | بازی(ها) | گل(ها) | بازی(ها) | گل(ها) | بازی(ها) | گل(ها) | بازی(ها) | گل(ها) |
| ------------ | ------------ | ------------- | -------- | ------ | -------- | ------ | -------- | ------ | -------- | ------ | -------- | ------ |
| فلومیننزه    | ۲۰۱۵         | سری آ برزیل   | ۳        | ۰      | ۱        | ۰      | ۰        | ۰      | ۰        | ۰      | ۴        | ۰      |
| فلومیننزه    | ۲۰۱۶         | سری آ برزیل   | ۳۰       | ۲      | ۵        | ۰      | ۰        | ۰      | ۱۴       | ۰      | ۴۹       | ۲      |
| فلومیننزه    | ۲۰۱۷         | سری آ برزیل   | ۱۴       | ۱      | ۶        | ۰      | 3        | ۰      | ۹        | ۰      | ۳۲       | ۱      |
| فلومیننزه    | ۲۰۱۸         | سری آ برزیل   | ۶        | ۰      | ۰        | ۰      | ۱        | ۰      | ۸        | ۱      | ۱۵       | ۱      |
| فلومیننزه    | مجموع        | مجموع         | ۵۳       | ۳      | ۱۲       | ۰      | ۴        | ۰      | ۳۱       | ۱      | ۱۰۰      | ۴      |
| کورینتیانس   | ۲۰۱۸         | سری آ برزیل   | ۱۵       | ۱      | ۴        | ۰      | ۲        | ۰      | ۰        | ۰      | ۲۱       | ۱      |
| باهیا (قرضی) | ۲۰۱۹         | سری آ برزیل   | ۷        | ۰      | ۷        | ۰      | ۲        | ۰      | ۱4       | ۰      | ۳۰       | ۰      |
| پائوک        | ۲۰–۲۰۱۹      | سوپرلیگ یونان | ۱۸       | ۲      | ۱        | ۰      | ۳        | ۰      | —        | —      | ۲۲       | ۲      |
| پائوک        | ۲۱–۲۰۲۰      | سوپرلیگ یونان | ۲۱       | ۱      | ۴        | ۰      | ۵        | ۰      | —        | —      | ۳۰       | ۱      |
| پائوک        | ۲۲–۲۰۲۱      | سوپرلیگ یونان | ۲۱       | ۳      | ۶        | ۰      | ۱۰       | ۱      | —        | —      | ۳۷       | ۴      |
| پائوک        | ۲۳–۲۰۲۲      | سوپرلیگ یونان | ۲۹       | ۴      | ۵        | ۱      | ۲        | ۰      | —        | —      | ۳۶       | ۵      |
| پائوک        | ۲۴–۲۰۲۳      | سوپرلیگ یونان | —        | —      | —        | —      | 1        | ۰      | —        | —      | ۱        | ۰      |
| پائوک        | مجموع        | مجموع         | ۸۹       | ۱۰     | ۱۶       | ۱      | ۲۱       | ۱      | —        | —      | ۱۲۶      | ۱۲     |
| نانت         | ۲۴–۲۰۲۳      | لیگ ۱         | ۲۵       | ۰      | ۲        | ۰      | —        | —      | —        | —      | ۲۷       | ۰      |
| نانت         | ۲۵–۲۰۲۴      | لیگ ۱         | ۲۸       | ۳      | ۲        | ۰      | —        | —      | —        | —      | ۳۰       | ۳      |
| نانت         | مجموع        | مجموع         | ۵۳       | ۳      | ۴        | ۰      | —        | —      | —        | —      | ۵۷       | ۳      |
| مجموع عملکرد | مجموع عملکرد | مجموع عملکرد  | ۲۱۷      | ۱۷     | ۴۳       | ۱      | ۲۹       | ۱      | ۴۵       | ۱      | ۳۳۵      | ۲۰     |

1. ↑  چهار بازی در پریمیرا لیگا (برزیل)، ده بازی در قهرمانی کاریوکا
2. ↑  بازی(ها) در جام سودامریکانا
3. ↑  یک بازی در پریمیرا لیگا (برزیل)، هشت بازی در قهرمانی کاریوکا
4. ↑  بازی(ها) در جام سودامریکانا
5. ↑  بازی(ها) در قهرمانی کاریوکا
6. ↑  بازی(ها) در جام لیبرتادورس
7. ↑  بازی(ها) در جام سودامریکانا
8. ↑  شش بازی در جام شمال شرقی (برزیل)، هشت بازی در قهرمانی بایانو
9. ↑  یک بازی در لیگ قهرمانان اروپا، دو بازی در لیگ اروپا
10. ↑  بازی(ها) در لیگ اروپا
11. 1 2 3  بازی(ها) در لیگ کنفرانس اروپا

## افتخارات
پائوک
- جام حذفی یونان: ۲۱–۲۰۲۰